# Hôtel du Cirque de Gavarnie
 (février 2025).
Motif : il ne s'agit pas d'un refuge de montagne mais d'un hôtel privé.
- Archive Wikiwix
- Bing
- Cairn
- DuckDuckGo
- E. Universalis
- Gallica
- Google
- G. Books
- G. News
- G. Scholar
- Persée
- Qwant
- (zh) Baidu
- (ru) Yandex
- (wd) trouver des œuvres sur Wikidata

| 1. | Préciser le motif de la pose du bandeau. | Précisez le motif de la pose du bandeau en utilisant la syntaxe suivante : {{admissibilité à vérifier\|date=mars 2025\|motif=remplacez ce texte par le motif}}                                   |
| 2. | Informer les utilisateurs concernés.     | Pensez à avertir le créateur de l'article, par exemple, en insérant le code ci-dessous sur sa page de discussion : {{subst:avertissement admissibilité à vérifier\|Hôtel du Cirque de Gavarnie}} |

L'hôtel du Cirque de Gavarnie ou hôtel de voyageurs dit Hôtel du Cirque et des Cascades est un refuge de montagne situé à 1 570 m d'altitude dans la vallée de Gavarnie, dépendant administrativement de la commune de Gavarnie-Gèdre dans le département des Hautes-Pyrénées en région Occitanie.

## Localisation
L'hôtel est implanté sur le premier verrou rocheux qui barre le vallon du gave à partir du cirque de Gavarnie à une heure de marche depuis le village de Gavarnie. Sur une esplanade, dominée par le versant est abrupt couvert de conifères et, au sud, par les hauteurs colossales des murailles rocheuses du cirque et de la cascade.

## Histoire
Les Guides Joanne (1re édition de 1858) signalent une auberge à l'entrée du cirque. Le 25 juillet 1948, l'aubergiste nommé Vergez-Bellou y reçoit l'assemblée qui commémore les pyrénéistes et l'inhumation de Louis Le Bondidier sur le Turon de la Courade.
Le bâtiment comportait cinq travées avec un pignon côté amont. Donnant sur l'esplanade-terrasse, se trouvait un bâtiment vitré. L'hôtel a reçu une extension de deux travées (fin XXe siècle) et une autre extension en bois est construite en équerre sur l'arrière dans les années 1995. Une salle était réservée aux guides qui laissaient une trace de leur passage en dessinant des croquis ou en griffonnant leurs signatures ou quelques mots.

## Caractéristiques et informations
Il est situé au au cœur du parc national des Pyrénées, créé en 1967. 
Le bâtiment occupe un plan rectangulaire allongé d'est en ouest, l'élévation principale étant tournée vers le cirque, côté sud est précédée d'une terrasse gravillonnée soulignée par un muret bas. L'hôtel du Cirque comporte deux niveaux d'habitation.

Sélection de vues de l'hôtel.
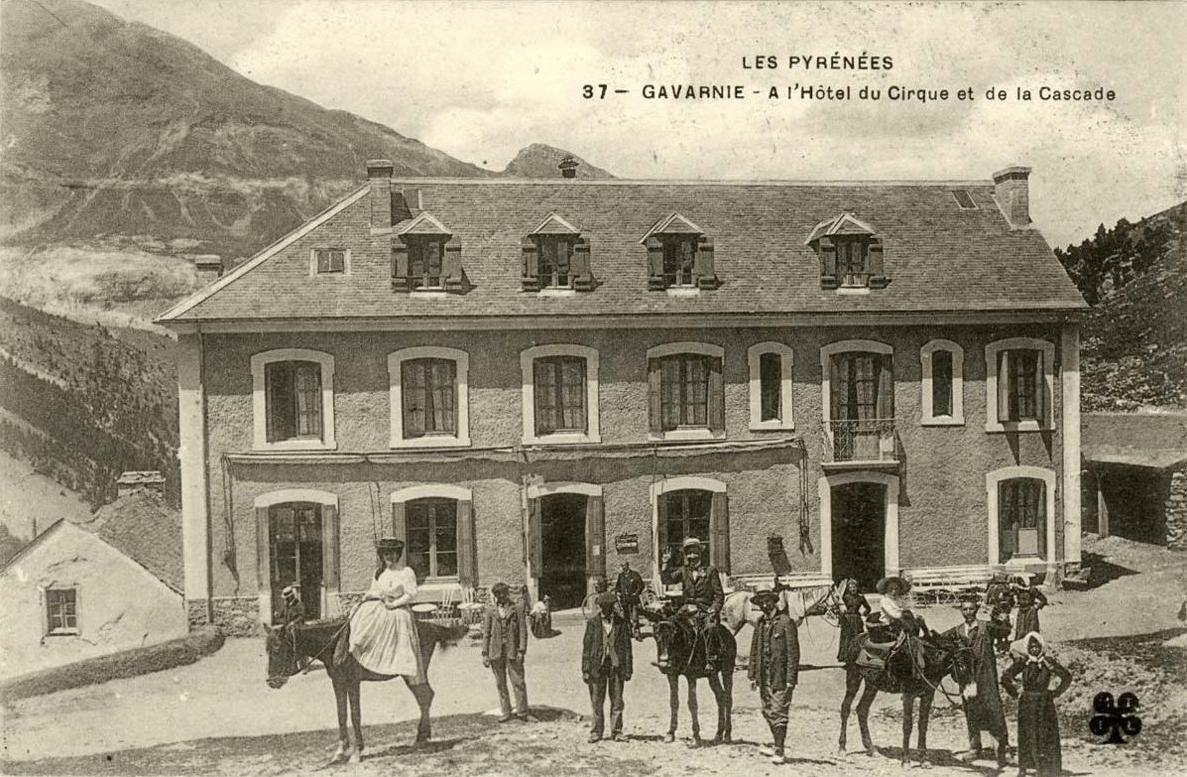
En 1910.
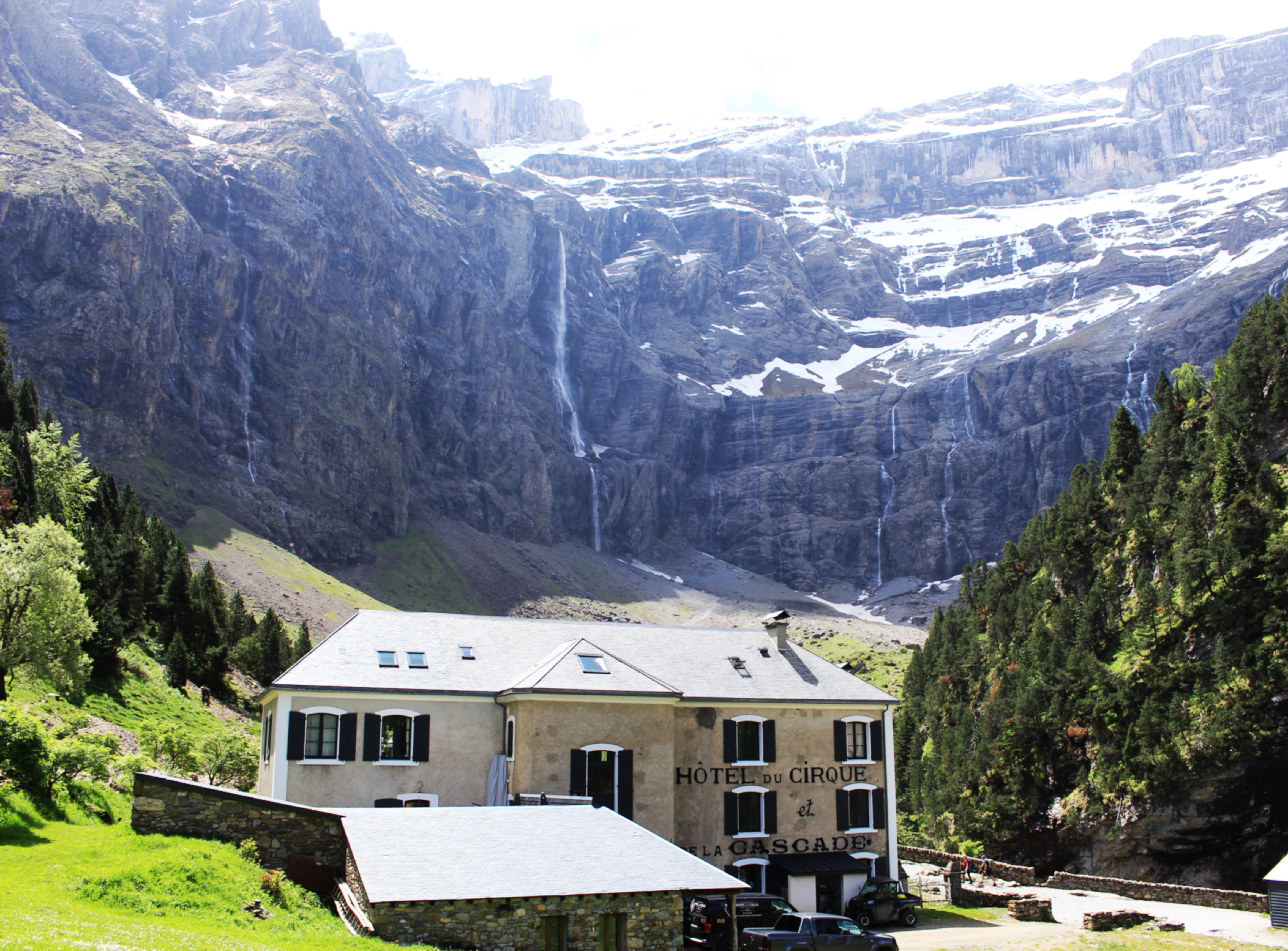
Vue du cirque.
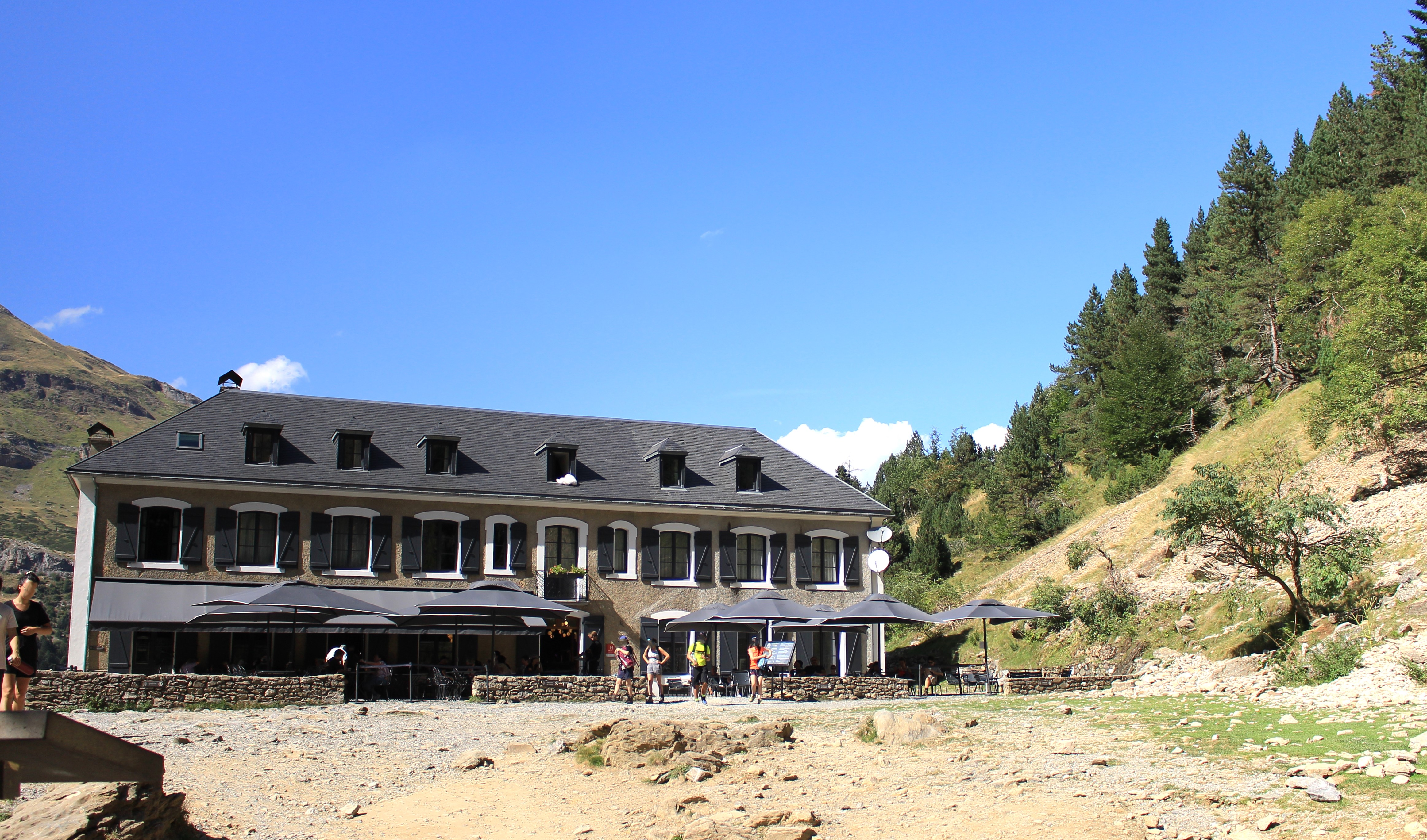
La terrasse.
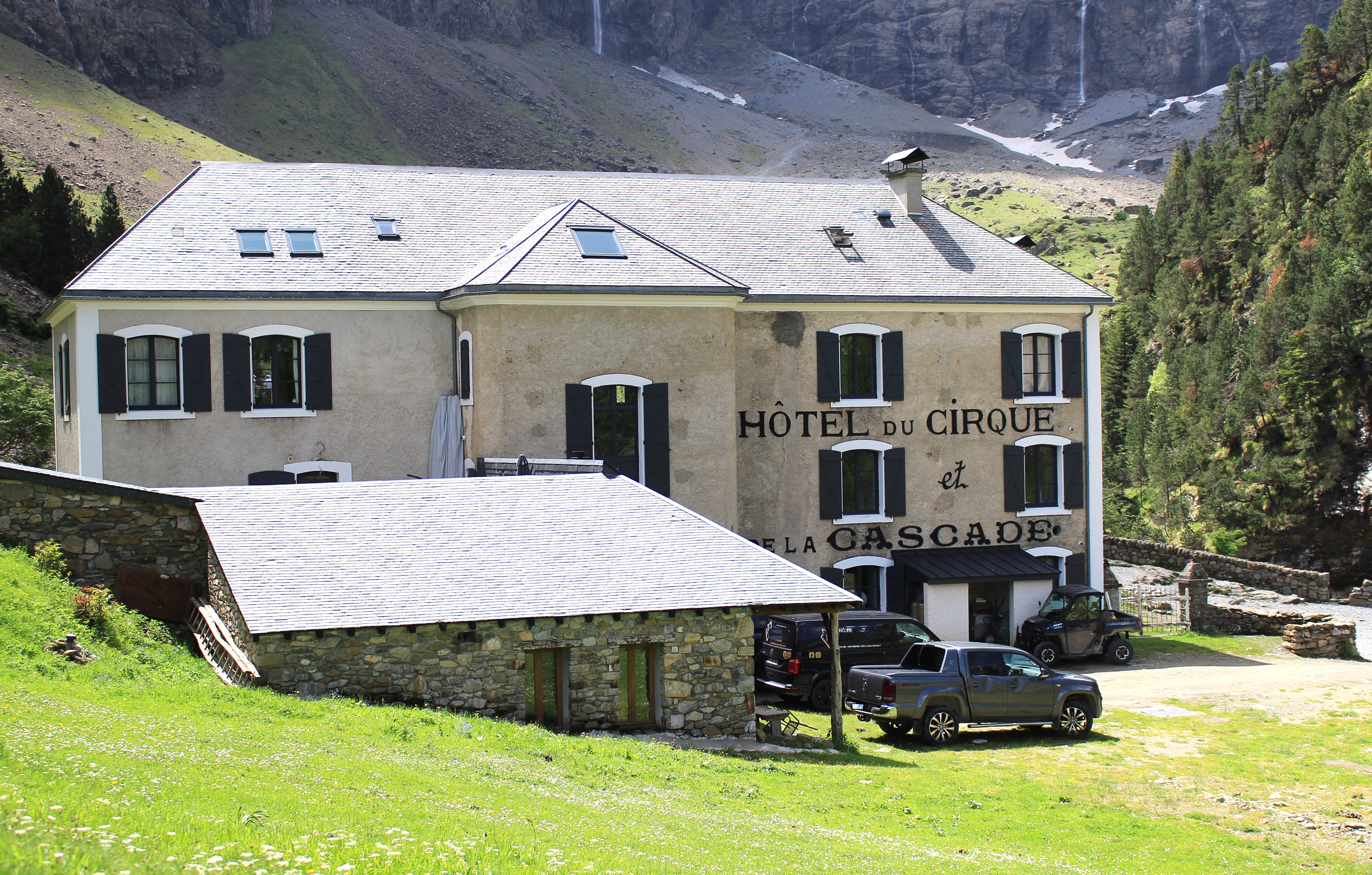
Vue de derrière.

## Accès
L'hôtel est accessible à une heure de marche à travers les pins depuis le village de Gavarnie en suivant un chemin muletier le long du gave de Gavarnie. Un transport en véhicule est possible.

## Traversées
On peut relier la vallée des Pouey Aspé à l'ouest et le port de Boucharo à la frontière entre l'Espagne et la France et la vallée d'Estaubé à l'est par le refuge des Espuguettes.